# فلسطين في الألعاب البارالمبية الصيفية 2024
فلسطين في الألعاب البارالمبية الصيفية 2024.
شاركت فلسطين في دورة الألعاب البارالمبية الصيفية 2024م في باريس بفرنسا، في الفترة من 28 أغسطس إلى 8 سبتمبر 2024. 
وفي الفترة التي سبقت الحدث الرياضي، أثيرت عدة مخاوف بشأن مدى قدرة الرياضيين الفلسطينيين على المشاركة، وذلك بسبب تدمير المرافق الرياضية والتعرض لأضرار محتملة في ظل الحرب الفلسطينية الإسرائيلية 2023 . وبالفعل لم يشارك الدراج الشراعي اللاعب "حازم سليمان"، الذي بترت ساقه بعد إصابته برصاصة خلال احتجاجات حدود غزة 2018-2019م ، في هذا الحدث الرياضي لأن اندلاع الحرب تسبب في وقف تدريباته.  واللاعب الفلسطيني الوحيد الذي شارك في الألعاب البارالمبية لعام 2024 هو لاعب دفع الجلة الغزي "فادي الديب" ، الذي أصيب بالشلل بعد أن أطلق عليه قناص إسرائيلي النار خلال الانتفاضة الثانية عام 2001م وفقد 17 فردًا من عائلته، بما في ذلك شقيقه، في هجمات إسرائيلية خلال حرب 2024.  
ويشار إلى أن أول مشاركة بارالمبية لفلسطين في الألعاب البارالمبية كانت في عام 2000م في دورة سيدني باستراليا، واستطاعت فلسطين من خلالها حصد ميدالية بروزية عن طريق اللاعب حسام عزام ، ورصيد فلسطين من الميداليات التي حصلت عليها خلال مشاركاتها في الألعاب البارالمبية هو ثلاث ميداليات(فضية وبرونزيتين). حيث شاركت فلسطين في دورة سيدنى 2000م بعدد (2) لاعب فاز أحدهما بالميدالية البرونزية في دفع الثقل، وفي دورة 2004م المنعقدة في أثينا شاركت فلسطين بعدد(2) لاعب فاز أحدهما بالميدالية الفضية في دفع الثقل(حسام عزام) وفاز الآخر بالميدالية البرونزية (محمد فلونة) في القفز.

## اللاعبون
وفيما يلي قائمة بعدد اللاعبين في الألعاب البارالمبية 2024م، بما في ذلك البدلاء المؤهلين للمنافسة في الألعاب الرياضية الجماعية. 
| رياضة       | الرجال | نحيف | المجموع |
| ----------- | ------ | ---- | ------- |
| ألعاب القوى | 1      | 0    | 1       |
| المجموع     | 1      | 0    | 1       |

## ألعاب القوى
الأحداث الميدانية
| رياضي      | حدث                  | أخير           | أخير |
| رياضي      | حدث                  | نتيجة          | رتبة |
| ---------- | -------------------- | -------------- | ---- |
| فادي الديب | دفع الجلة للرجال F55 | 8.81 </br> س ب | 10   |

## روابط خارجية
- مشاركات NPC - فريق فلسطين - دورة الألعاب البارالمبية باريس 2024